# عملیات پیمانه
در رایانش، پیمانه عملیاتی است که باقی‌ماندهٔ تقسیم یک عدد بر روی دیگری را پیدا می‌کند.
به این عمل در انگلیسی مُد گفته می‌شود.
ما روزانه بارها و بارها از این عملیات استفاده می کنیم، هنگامی که می گوییم ساعت ۱ بعد از ظهر است در واقع ما ۱۳ را به پیمانه ۱۲، ۱ گفته ایم.